# مانع سعود
مانع سعود هو لاعب كرة قدم قطري دولي سابق. شارك في بطولة كأس آسيا 1984.
لعب سعود مباراة واحدة لقطر في مباريات مرحلة المجموعات في كأس آسيا 1984.